# Holomelaena obscura
Holomelaena obscura là một loài bướm đêm trong họ Noctuidae.